# Al Fairweather
Alastair „Al“ Fairweather (* 12. Juni 1927 in Edinburgh; † 21. Juni 1993 ebenda) war ein britischer
Jazz-Trompeter und Bandleader.

## Leben
Al Fairweather besuchte die Royal High School in Edinburgh und das Edinburgh College of Art und leistete dann seinen Wehrdienst beim National Service in Ägypten ab.  
Nach seiner Rückkehr nach Schottland und seinem Ausscheiden aus der Armee 1949 gründete  Fairweather mit seinem Schulfreund Sandy Brown eine Band; 1953 zogen die beiden Musiker mit ihrer Band, zu der auch Stan Greig gehörte, nach Süden und traten schließlich in London auf. Für das Label Esquire Records nahmen sie als Fairweather-Brown All Stars eine Reihe von Alben auf, wie Mc Jazz, Dr McJazz oder The Incredible McJazz. Die Band gehörte zu den erfolgreichsten Formationen des englischen Mainstream Jazz und bestand von 1956 bis 1964, bis Sandy Brown die Band verließ. Fairweather wurde danach Mitglied der Cy Laurie Jazz Band. Sein kraftvolles Spiel erinnerte an Louis Armstrong. Von 1966 bis 1968 arbeitete er mit dem Klarinettisten Acker Bilk. Anschließend begann er eine zweite Karriere als Musiklehrer in Harrow bei London; daneben arbeitete er als Solist und Arrangeur für Stan Greigs London Jazz Big Band und kehrte 1987 nach Edinburgh zurück, wo er noch bis zu seinem Tod mit der Band Groove Juice Special spielte. Außerdem trat er regelmäßig auf dem Edinburgher Jazz Festival auf.

## Diskographische Hinweise
- McJazz (Dormouse, 1957)
- McJazz and Friends (Lake, 1956–58) mit Dick Heckstall-Smith
- McJazz Lives On (EMI, 1957–63)
- Dr McJazz (Columbia, 1961)